# Wilhelm Maier-Solgk
Wilhelm Maier-Solgk (auch Wilhelm Maier-Solg, * 1919 in Marxgrün in Oberfranken; † 2007 in München) war ein deutscher Zeichner und Illustrator.

## Leben
Wilhelm Maier-Solgk begann im Zweiten Weltkrieg damit, kunsthistorisch außergewöhnliche Kriegszeichnungen anzufertigen. Sie sind im Armeemuseum in Ingolstadt zu sehen. Von 1947 bis 1950 studierte er in Graz an der Meisterschule für Kunst. Sein Studium beendete er in München an der Münchner Kunstakademie. Anschließend war er als Kunsterzieher in verschiedenen Gymnasien tätig. 1969 gab er diesen Beruf auf, um sich ganz dem Illustrieren und dem Erfinden ideenreicher Bilder zu widmen. Er zeichnete Sachbücher, Kalenderblätter und Bildergeschichten für verschiedene renommierte Verlage und fürs Fernsehen.

## Ausstellungen
- Galerie Carol, München, 1964
- Galerie Rutzmoser, München, 1979
- Galerie Bäumler Regensburg, 1980
- Galerie Rutzmoser, München, 1981
- Galerie Mader, München, 1982
- Galerie Kleingalerie No. 14, Augsburg, 1982
- Haus Löwenberg, 1988
- Museum Mitterfels, 1989
- Seehaus, München, 1991
- Rathausgalerie, München, 1995
- Seidlvilla, München, 1999
- Mohr-Villa, München, 2003
- Galerie Alte Sennerei, Aufkirch, 2005, 2006, 2009

## Veröffentlichungen
- Lose Maschen, 1969
- Thesen am Tresen, 1979
- Das baierische Paradies, 1980
- Kein Radi ohne Dornen, 1984
- Der Flohmarkt, 1988
- Potzblitz, 1993
- Ansichten-Wahnsichten, 1995
- Gedankenblätter, 1999

## Illustrierte Bücher
- In der Hängematte, 1955
- Die Deutsche Pfandbriefanstalt. Etwas Geschichte- und viele Geschichten, 1955
- Frohe Einkehr, 1956
- Die Freuden des Lebens, 1960
- Wo man die Sardana tanzt, 1961
- Zum Einzug alles Gute, 1964
- Nicht jeder Vogel sitzt im Baum, 1965
- Glück mit Gästen, 1965
- Gastgeber im eigenen Haus, 1965
- Heiterer Ratgeber für Schalterbeamte, 1966
- Das kleine Einrichtungsbuch, 1967
- Der Banker, 1969
- Lose Maschen, 1969
- Geld macht sinnlich, 1970
- München anekdotisch, 1970
- Radio Eriwans Nachtprogramm, 1971
- Selten so gebellt, 1972
- Lachobst geschüttelt von deutschen Stämmen, 1971
- Bundesdeutsche Fauna und Flora, 1972
- Panopticum Olympicum, 1972
- Radio Eriwans Auslandsprogramm, 1973
- London come in, 1973
- Im Prinzip Willy Brandt, 1973
- Wo der Pfeffer wächst, 1974
- Hopfen und Salz, 1975
- Kein Radi ohne Dornen, 1984
- München sehen und erleben, 1985
- Man werd doch no lacha derfa, 1988
- Der Flohmarkt, 1988
- Ansichten und Wahnsichten aus dem englischen Garten zu München, 1994